# Инкудине
Инку̀дине (на италиански: Incudine, на източноломбардски: Incüzen, Инкюзен) е село и община в Северна Италия, провинция Бреша, регион Ломбардия. Разположено е на 910 m надморска височина. Населението на общината е 388 души (към 2013 г.).